# 금야군
금야군(金野郡)은 조선민주주의인민공화국 함경남도 남부에 있는 군이다. 본래는 영흥군(永興郡)으로 불리던 지역이다.

## 지리
서쪽은 요덕군과 고원군, 북쪽은 정평군과 접하며, 동쪽은 동해에 면해 있다.
서쪽에는 낭림산맥의 높은 산들이 있으나 동해와 접하는 동쪽으로 갈수록 점차 낮아져 평야를 이룬다. 가장 높은 산은 정암산(514m)이다. 주요 강으로는 용흥강이 있다. 송전만(松田灣)에 있는 몇 개의 섬들을 포함한다. 전체 군 면적의 약 30%가 삼림이다.
바다와 접하여 기후는 위도에 비하여 온난한 편이다.

## 역사
이 군은 남옥저(南沃沮)에 속해 있다가 서기 56년 태조왕의 정벌로 고구려에 복속되었다. 6세기 중엽에는 잠시 신라 진흥왕이 점령하였다. 발해가 현재의 북청에 남경 남해부(南京南海府)를 설치하면서부터 발해 영토로 편입되었다가 고려가 세워진 후 고려 영토에 편입되었다.
고려 초에는 화주(和州)라 불렸으며, 천리장성이 세워진 북방 접경이었다. 1258년에 몽골에 점령당해 이 지역에 쌍성총관부(雙城摠管府)가 설치되었다가 공민왕 집권기인 1356년 수복하고 화령부(和寧府)라 하였다. 이곳은 이성계의 출생지로, 조선 태조 이성계는 화령(和寧)을 국호로까지 검토했었다. 조선 시대 이후로는 영흥군(永興郡)이라 불렸다.
1952년에 조선민주주의인민공화국의 행정구역 개편으로 영흥군의 일부가 인흥군 및 요덕군으로 분리되었다가 1974년에 인흥군이 다시 흡수되었고, 1977년에 영흥군에서 금야군으로 이름을 바꾸었다.

## 경제
주요 산업은 농업으로, 논농사가 이루어지고 있다. 쌀 외에 옥수수와 콩, 밀, 과일이 재배된다. 항구는 없고 해안가를 따라 소규모 어업이 행해진다.
기계 산업이 잘 발달해있다. 또한 광산에서 갈탄, 흑연, 금이 채굴된다.

## 행정 구역
1읍
- 금야읍 (金野邑)

4구
- 갈전로동자구 (葛田勞動者區)
- 인흥로동자구 (仁興勞動者區)
- 가진로동자구 (加津勞動者區)
- 광명성로동자구 (光明星勞動者區)

50리
- 사현리 (社峴里)
- 룡원리 (龍源里)
- 문하리 (文下里)
- 상중리 (上中里)
- 중남리 (中南里)
- 영풍리 (永豊里)
- 새동리
- 솔밭리
- 긴재리
- 풍남리 (豊南里)
- 평화리 (平和里)
- 봉흥리 (鳳興里)
- 량탄리 (兩灘里)
- 덕산리 (德山里)
- 성재리 (成재里)
- 해중리 (海中里)
- 구룡리 (九龍里)
- 진흥리 (鎭興里)
- 흥평리 (興坪里)
- 정동리 (正洞里)
- 신성리 (新城里)
- 수원리 (水源里)
- 봉산리 (鳳山里)
- 비단리 (緋緞里)
- 금풍리 (金豊里)
- 청동리 (淸洞里)
- 풍성리 (豊城里)
- 백산리 (白山里)
- 동흥리 (東興里)
- 지인리 (智仁里)
- 작동리 (芍東里)
- 온정리 (溫井里)
- 송재리 (松재里)
- 범포리 (范浦里)
- 대응리 (大鷹里)
- 삼봉리 (三峯里)
- 금사리 (金沙里)
- 중동리 (中東里)
- 신당리 (薪塘里)
- 진수리 (鎭岫里)
- 룡산리 (龍山里)
- 광덕리 (廣德里)
- 안동리 (安東里)
- 련동리 (蓮洞里)
- 청백리 (靑白里)
- 호도리 (虎島里)
- 룡상리 (龍上里)
- 룡천리 (龍川里)
- 룡남리 (龍南里)
- 룡암리 (龍岩里)

## 같이 보기
- 조선민주주의인민공화국의 지리
- 조선민주주의인민공화국의 행정 구역